# Acústico MTV: Marina Lima
Acústico MTV - Marina Lima é o álbum da série Acústico MTV da cantora Marina Lima. Gravado ao vivo em 2003 nos dias 21 e 22 de março no Estúdio de TV da Trama, em São Paulo, foi lançado em CD e DVD.

## Faixas

### CD
| N.º | Título                         | Compositor(es)                                                | Duração |  |
| 1.  | "Virgem"                       | Marina Lima, Antônio Cícero                                   | 4:46    |  |
| 2.  | "O Chamado"                    | Giovanni Bizzotto, Marina Lima                                | 3:45    |  |
| 3.  | "Pra Começar"                  | Marina Lima, Antônio Cicero                                   | 3:33    |  |
| 4.  | "A Não Ser Você"               | Alvin L, Marina Lima                                          | 4:19    |  |
| 5.  | "Pessoa"                       | Claudio Rabello, Dalto                                        | 3:30    |  |
| 6.  | "Charme do Mundo"              | Marina Lima, Antônio Cicero                                   | 4:18    |  |
| 7.  | "Grávida"                      | Arnaldo Antunes, Marina Lima                                  | 3:48    |  |
| 8.  | "Na Minha Mão"                 | Alvin L, Marina Lima                                          | 4:03    |  |
| 9.  | "Ainda é Cedo"                 | Ico Ouro Preto, Renato Russo, Marcelo Bonfá, Dado Villa Lolos | 3:49    |  |
| 10. | "Sugar"                        | Alvin L, Marina Lima                                          | 3:49    |  |
| 11. | "Fullgás"                      | Marina Lima, Antônio Cicero                                   | 3:56    |  |
| 12. | "Prestes a Voar"               | Marina Lima, Antônio Cicero                                   | 2:40    |  |
| 13. | "Tom Maior / Arco de Luz"      | Martinho da Vila / Marina Lima, Antônio Cicero                | 4:52    |  |
| 14. | "À Francesa / Uma Noite e 1/2" | Antônio Cicero, Claudio Zoli / Renato Rocketh                 | 6:32    |  |

### DVD
| N.º | Título                         | Compositor(es)                  | Duração |  |
| 1.  | "Virgem"                       | Cícero, Lima                    |         |  |
| 2.  | "O Chamado"                    | Bizzoto, Lima                   |         |  |
| 3.  | "Pra Começar"                  | Cícero, Lima                    |         |  |
| 4.  | "A Não Ser Você"               | L., Lima                        |         |  |
| 5.  | "Pessoa"                       | Dalto, Rabello                  |         |  |
| 6.  | "Charme do Mundo"              | Cícero, Lima                    |         |  |
| 7.  | "Grávida"                      | Antunes, Lima                   |         |  |
| 8.  | "Na Minha Mão"                 | L., Lima                        |         |  |
| 9.  | "Me Chama"                     | L.                              |         |  |
| 10. | "Ainda é Cedo"                 | Lobão                           |         |  |
| 11. | "Sugar"                        | Bonfá, Preto, Russo, VillaLobos |         |  |
| 12. | "Fullgás"                      | L., Lima                        |         |  |
| 13. | "Casa e Jardim"                | Cícero, Roqueth, Zoli           |         |  |
| 14. | "Prestes a Voar"               | Cícero, Lima                    |         |  |
| 15. | "Tom maior / Arco de Luz"      | L., Massena                     |         |  |
| 16. | "Eu Não Sei Dançar"            | Cícero, DaVila, Lima            |         |  |
| 17. | "À Francesa / Uma Noite e 1/2" | Cícero, Lima                    |         |  |

## Créditos Musicais
- Marina Lima - Voz e Violão
- Fernando Vidal - Violão e Vocais
- Christiaan Oyens - Violão, Bandolim, Dobro, Glockenspiel, Violão de Colo Havaiano e Vocais
- Edu Martins - Baixolão
- Marcelo Sussekind - Violão e Ebow
- Cuca Teixeira  - Bateria
- Fábio Fonseca - Teclados
- Armando Marçal - Percussão
- Cecília Spyer - Vocal

### Músicos Convidados
- Violino: Graziela F. Rodrigues
- Viola: Shania P. Olandovski
- Cello: Lara Ziggiatti

## Participações especiais
- Alvin L em A não Ser Você e Sugar;
- Fernanda Porto em Charme do Mundo;
- Martinho da Vila em Tom Maior / Arco de Luz;
- Liminha em Fullgás.